# عینی بلاغ
عینی بلاغ (به لاتین: Eynibulaq) یک منطقه مسکونی در جمهوری آذربایجان است که در شهرستان سیاه‌زن واقع شده‌است. عینی بلاغ ۹۳۰ نفر جمعیت دارد.

## ریشه واژه
عین در زبان عربی به‌معنی چشم یا چشمه است و بلاغ هم نام ترکی چشمه است.